# Incorporated (Album)
Incorporated ist ein Mashup-Album von The Legion of Doom.

## Entstehungsgeschichte
2005 und 2006 erstellte das Produzentenduo The Legion of Doom 14 Mash-Ups von Songs aus den Genres Punk, Emo und Hardcore. Bei zwei Songs wurde jeweils noch die Gesangsspur eines Rappers (Planet Asia und KRS-One) hinzugefügt. Die Idee des Projektes wurde im Internet veröffentlicht, jedoch wurde noch keiner der Songs angeboten, da sich The Legion of Doom noch in den Verhandlungen mit den Rechteinhabern der Songs befanden. Im Februar 2006 tauchte das komplette Album in diversen P2P-Netzwerken auf. Als Reaktion darauf und frustriert vom langen Kampf um die Veröffentlichung befürworteten The Legion of Doom das illegale Herunterladen des Albums und unterstützten es über das Forum auf ihrer Internetseite.
Überraschenderweise fand sich doch noch ein Plattenlabel, dass, ungeachtet der rechtlichen Situation und der bereits erfolgten Verbreitung des Albums im Internet, das Album regulär veröffentlichen wollte. Das Independentlabel Illegal Art veröffentlichte am 6. März 2007 eine auf 3.000 Kopien limitierte Auflage des Albums, die ausschließlich über den labeleigenen Webshop zum Preis von 10 US-Dollar zu erhalten war. Die CD enthält alle 14 Songs in hoher Qualität mit einer Coverzeichnung von Derek Hess.

## Titelliste
Angegeben ist jeweils der Name des Mash-Ups sowie die verwendeten Songs.
1. I Know What You Buried Last Summer
  - Taking Back Sunday – You’re So Last Summer
  - Senses Fail – Buried a Lie
2. Dottie in a Car Crash
  - The Get Up Kids – I’m a Loner Dottie, a Rebel
  - Thursday – Understanding in a Car Crash
3. The Quiet Screaming
  - Dashboard Confessional – Screaming Infidelities
  - Brand New – The Quiet Things That No One Ever Knows
4. Dangerous Business Since 1979
  - Underoath – It’s Dangerous Business Walking Out Your Front Door
  - mewithoutYou – January 1979
5. Stupid Kill
  - Thrice – Kill Me Quickly
  - Alkaline Trio – Stupid Kid
6. Destroy All Vampires
  - My Chemical Romance – Vampires Will Never Hurt You
  - A Static Lullaby – The Shoting Star That Destroyed Us
7. At Your Funeral for a Friend
  - Saves the Day – At Your Funeral
  - Funeral for a Friend – This Years Most Open Heartbreak
8. Lolita’s Medicine
  - From Autumn to Ashes – Lilacs & Lolita
  - Dead Poetic – New Medicines
9. Icarus Underwater
  - Armor for Sleep – Car Underwater
  - Hopesfall – Icarus
  - Planet Asia
10. Ebola in Memphis
  - Every Time I Die – Ebolarama
  - Norma Jean – Memphis Will be Laid to Waste
  - KRS-One – Still Slippin’
11. Devil in a Blue Dress
  - Coheed and Cambria – Devil in Jersey City
  - Senses Fail – Lady in a Blue Dress
12. A Threnody for a Grand
  - Atreyu – Ain’t Love Grand
  - It Dies Today – A Threnody for Modern Romance
13. My Holiday Burn
  - The Get Up Kids – Holiday
  - Matchbook Romance – My Eyes Burn
14. Hands Down Gandhi
  - Dashboard Confessional – Hands Down
  - Sage Francis – Slow Down Gandhi